# Marshalltown
Marshalltown är en stad i Marshall County i delstaten Iowa, USA. Marshalltown är administrativ huvudort (county seat) i Marshall County.